# Пенджабські християни
Пенджабські християни — прихильники християнства, які етнічно, лінгвістично, культурно та генеалогічно ідентифікують себе як пенджабці. В основному вони проживають в пакистанській провінції Пенджаб, утворюючи найбільшу релігійну меншину. Вони є однією з чотирьох основних етнорелігійних громад регіону Пенджаб разом із мусульманами, сикхами та індуїстами. Пенджабські християни традиційно поділяються на різні касти і в основному є нащадками індусів, які прийняли християнство в період Британського панування в колоніальній Індії.
Сьогодні пенджабські християни проживають у регіоні Пенджаб, який включає країни Пакистану та Індії; вони майже порівну поділені між католицизмом і протестантизмом. За оцінками демографів, в пакистанській провінції Пенджаб проживає близько трьох мільйонів християн, що становить 75 % загальної кількості християнського населення країни. Вони є другою за чисельністю релігійною громадою в провінції після мусульман, охоплюючи приблизно 1,5-2,8 % її населення. В Індії в штаті Пенджаб проживає значна пенджабська християнська громада. За офіційними даними уряду Індії, з населенням приблизно 350 000 осіб вони складають 1,26 % населення штату.

## Історія

### Доколоніальний період
З початку 2-го тисячоліття Індійський субконтинент, особливо регіон Пенджаб, із метою торгівлі відвідували вірмени. Існують рідкісні записи, які підтверджують, що вірмени поселилися в регіоні до правління Акбара. У середині XVI століття Акбар запросив вірменського купця Акобджана, який базувався з Лахора, щоб оселитися в Агрі, і попросив його переконати інших вірмен, що проживали в Пенджабі, також переїхати до імперського міста. У 1570-х роках у місті Лахор була регулярна присутність вірменських купців, які спеціалізувалися на коштовних і невеликих товарах із Персією та Центральною Азією. На початку XVI століття в Лахорі була заснована вірменська колонія. У місті був вірменський квартал, обгороджений стіною міської фортеці. Між вірменами та єзуїтами були контакти, про що йдеться в листах, залишених єзуїтами. Вірменський архієпископ помер дорогою до Лахора через перський сухопутний шлях у 1599 році, його речі були пограбовані. Деякі з награбованих книг померлого вірменського архієпископа потрапили до єзуїта Еммануеля Пінейро, що засмутило вірмен. У листі від 6 вересня 1604 року Ієронім Ксав'єр зазначає, що вірмени в Лахорі могли вільно сповідувати християнську віру завдяки королівському указу (фірману) Акбара.. Еммануїл Пінейро в своєму листі від 12 серпня 1609 року стверджує, що намісник Моголів погрожував винищити християнську релігію в місті Лахор, налякавши вірмен, змусивши деяких з них втекти з міста, оскільки вірмени не мали бажання стати релігійними мучениками. Єзуїти намагалися переконати вірмен Лахора прийняти католицизм. Мірза Іскандар, батько Мірзи Зулкарнайна, залишив заповіт, заповівши суму в 2000 рупій церкві та християнам Лахора. Крім того, сума в 600 рупій була призначена для християнського кладовища в Лахорі.
Вірмени не хотіли потрапляти на погану сторону єзуїтів, оскільки єзуїти були близькі до намісника Великих Моголів і, як наслідок, мали політичний вплив. Франсуа Валентин записав, що 10 грудня 1711 року, коли місія Голландської Ост-Індської компанії на чолі з Джоном Джешуа Кеттлером досягла Лахора, їх зустріли вірменський єпископ і кілька єзуїтів. Існування вірменського єпископа в Лахорі в 1711 році вказує на існування встановленої церкви або каплиці в місті для обслуговування великої пастви.
У 1735 році єзуїт Еммануель де Фігейредо писав, що елітні військові частини Великих Моголів, дислоковані в Лахорі, серед офіцерського складу мали багатьох християн.
Після другого афганського вторгнення Дуррані в Пенджаб Ахмед-шах Абдалі Дуррані, як кажуть, забрав усіх християнських стрільців, які перебували на службі Міра Манну, віце-короля провінції Лахор, назад до Кабула. У 1757 році, під час третього вторгнення Дуррані в Пенджаб, вірменський квартал міста Лахор все ще існував, оскільки вірменські та грузинські солдати, які служили в армії Дуррані, захищали його від афганців, охороняючи його та його жителів від пограбування та знищення як і більшість навколишнього міста. Кажуть, знамениту гармату Замзама в Лахорі відлив вірменин в 1761 році.

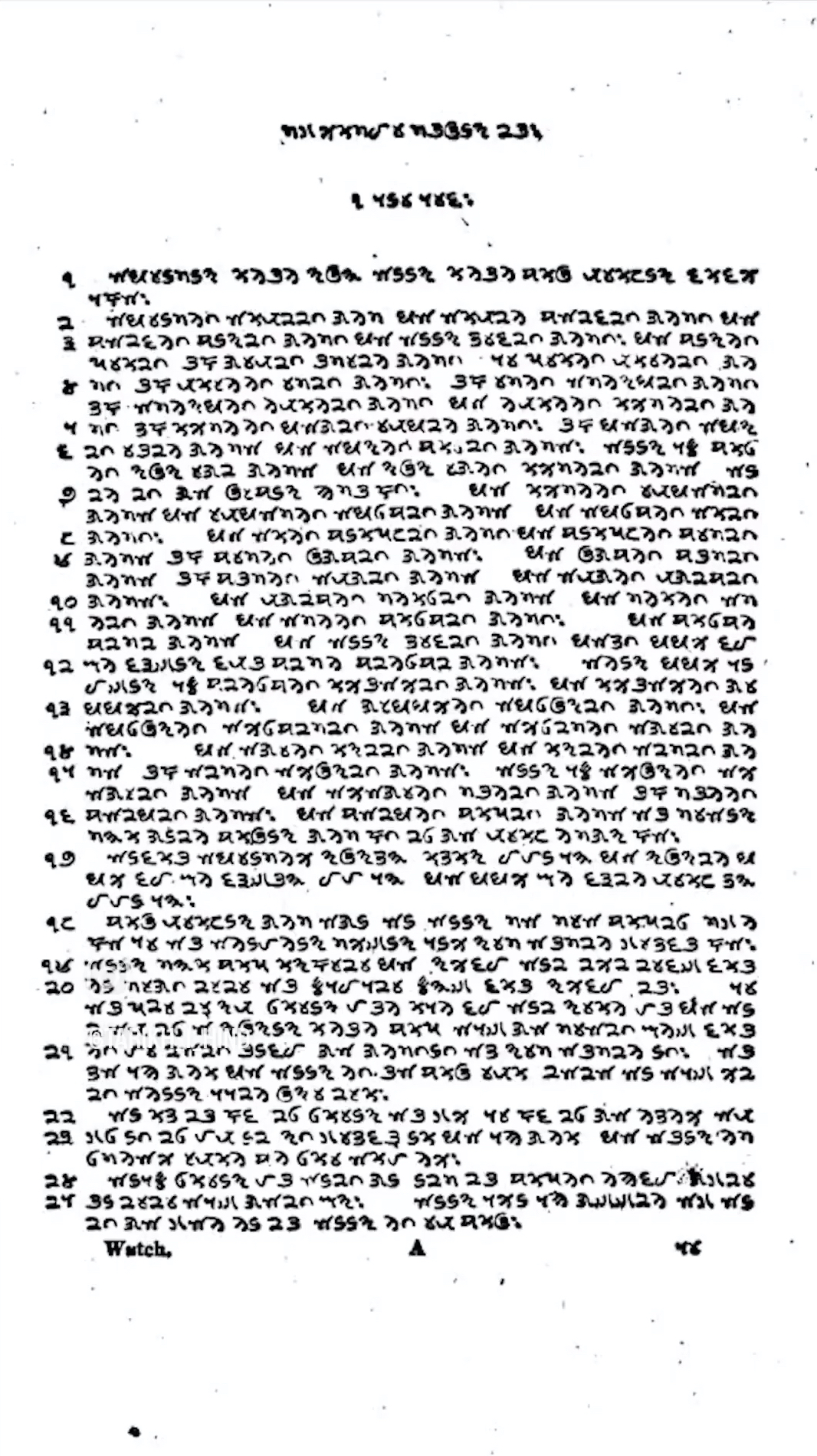
Сторінка перекладу християнської Біблії на пенджабський різновид мультані, написаний шрифтом мультані різновиду мови ланда, видавництво Серампорської місії, бл. 1819 р.

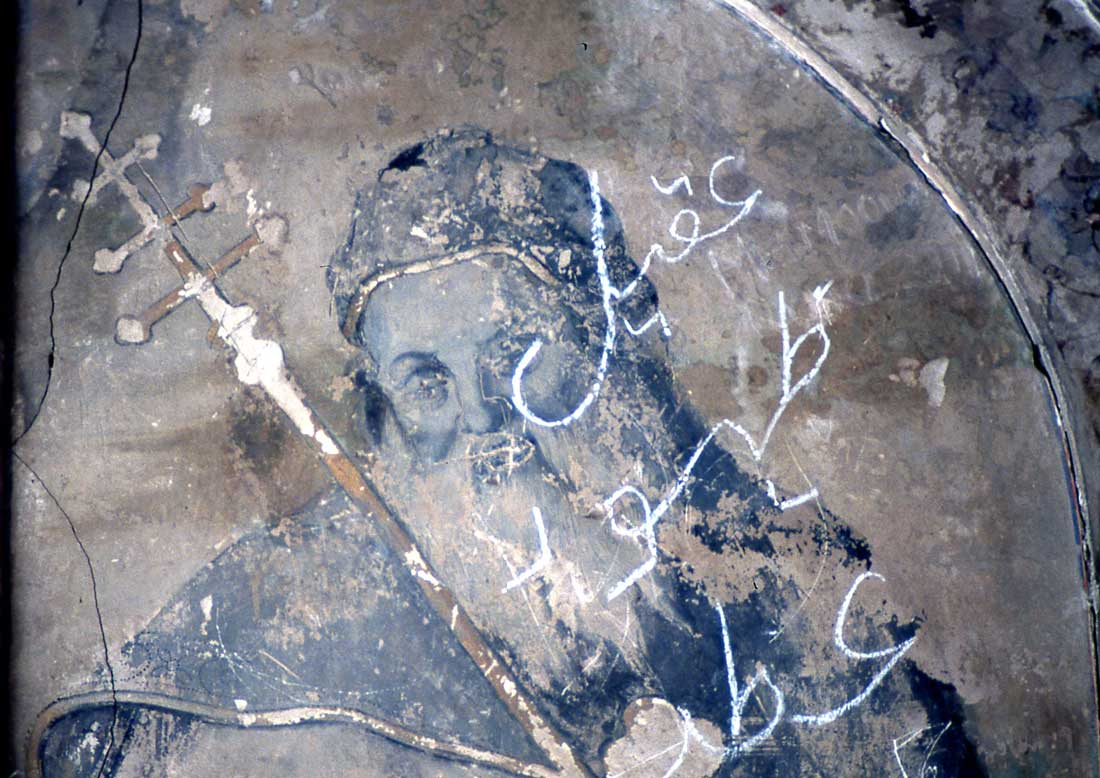
Фрагмент зіпсованого християнського розпису Григорія Великого з Седарі на північній стіні форту Лахор, Пенджаб, приблизно XVII століття

Єзуїти прибули в регіон у XVI столітті в період Великих Моголів, але їх місія, що зароджувалася, була тимчасово закрита під час правління імператора Шах Джахана. Єзуїтська місія на Індійському субконтиненті почалася в 1545 році, який ознаменувався прибуттям Франциска Ксаверія на Гоа. У 1578 році Акбар попросив двох єзуїтів пояснити йому християнську релігію при його дворі у Фатегпур-Сікрі. для виконання завдання були обрані Антоні де Монтсеррат, який прибув на Індійський субконтинент кількома роками раніше в 1574 році, і Родольфо Аквавіва. Пара покинула Гоа в листопаді 1579 року в супроводі новонаверненого перса на ім'я Генрікес, який виконуватиме функції перекладача при дворі Великих Моголів, а групу також супроводжував член двору Акбара. Після трьох місяців подорожі двоє єзуїтів та їхня група прибули до двору Акбара, де їх тепло прийняли та провели багато часу в діалозі з представниками суду та представниками інших релігій. У 1581 році Монтсеррат супроводжувала Акбара у військовій кампанії до північно-західних регіонів, включаючи Пенджаб, дійшовши аж до Кабула, де Монтсеррат створила ранню карту північно-західного регіону субконтиненту. У 1595 році Бенто де Ґойш відвідав Лахор і Агру як супутник Ієроніма Ксаверія, відвідавши двір Акбара.
У 1606 році Джером Ксав'єр був у Лахорі під час страти п'ятого сикхського гуру, Арджуни Сінґха, і Ксав'єр записав свідчення очевидця акції. Джером Ксав'єр, вдячний за мужність Гуру Арджани, написав у Лісабон, що Гуру Арджана страждав і мучився.
За словами Ілая Купера, християнські фрески були намальовані в павільйоні Седарі, розташованому на північній стіні Лахорського форту під час правління Джахангіра приблизно в 1618 році.

### Колоніальний період
З середини ХІХ до початку ХХ століть пенджабською мовою було перекладено та широко розповсюджено ряд християнських текстів, таких як Новий Заповіт, Євангеліє та тексти, що стосуються Ісуса. 95 % пенджабських християн навернулися до християнства з індуїзму, прийнявши свою нову віру під час Британського панування в колоніальній Індії. До 1870 року в провінції Пенджаб колоніальної Індії було лише кілька тисяч християн; у 1880-х роках пресвітеріанська церква зросла з 660 до 10 615 охрещених християн. Постійні зусилля християнських місіонерів щодо євангелізації, особливо з Церкви Шотландії та Церковного місіонерського товариства в Індії, призвели до створення до 1930-х років спільноти кулькістю майже півмільйон пенджабських християн. У районах Гуджранвала, Сіалкот і Шейкхупура провінції Пенджаб у колоніальній Індії християни становили 7 % від загального населення.
28 грудня 1914 року своє перше засідання провела Всеіндійська конференція індійських християн під керівництвом раджі сер Харнама Сінгха з Капуртали, який був президентом Національного місіонерського товариства (NMS). Першим генеральним секретарем конференції був Б. Л. Ралліа Рам з Лахора. Зустріч Всеіндійської конференції індійських християн у Лахорі в грудні 1922 року, на якій були присутні численні пенджабці, вирішила, що священнослужителі Церкви в Індії повинні бути набрані з індійців, а не з іноземців. Конференція також заявила, що індійські християни не терпитимуть будь-якої дискримінації за ознакою раси чи кольору шкіри. С. К. Датта з Лахора, який працював директором християнського коледжу Формана в тодішній колоніальній Індії, став президентом Всеіндійської конференції індійських християн, представляючи індійську християнську громаду на Другій конференції за круглим столом, де він погодився з поглядами Махатми Ганді на меншини та пригнічені класи.
У червні 1947 року загальна кількість пенджабських християн у провінції Пенджаб колоніальної Індії становила 511 299 осіб. З них 450 344 продивали в Західному Пенджабі, а 60 955 — у Східному Пенджабі. Після поділу Британської Індії більшість пенджабських християн залишилися на місці.ь Більшість опинилася в межах Пакистану, а решта в незалежній Індії. Ті християни, які служили на офіційних державних посадах і державній службі, мали вибір вибрати одну з країн. Багато церков і соборів британської епохи, усіяних різними містами Пенджабу, були перейняті пенджабськими християнами, і вони також продовжили спадщину підтримки християнських навчальних закладів і закладів охорони здоров'я, які залишалися всенародно відомими.

## Культура
За словами Сельви Дж. Раджа, пенджабська християнська ідентичність є злиттям християнської віри разом із етнічною спорідненістю з культурою Пенджабу, яка включає пенджабську мову, пенджабську кухню, різноманітні звичаї та традиції Пенджабу та спосіб життя пенджабців взагалі.
В результаті проживання поруч із пенджабцями інших віросповідань протягом багатьох поколінь, відбувся помітний міжкультурний вплив; мова урду, наприклад, частково через її еволюцію під час мусульманської присутності в Пенджабі, а також через її офіційне прийняття британським режимом пізніше, займає важливе місце в теології та літературі пенджабських християн. Найдавніші християнські писання, опубліковані британськими місіонерами в Пенджабі, включали твори, написані романською мовою урду.

## Географічне поширення

### Пакистан
Станом на 1981 рік Лахор був містом з найбільшим християнським населенням у Пакистані, яке налічувало понад 200 000 осіб. У містах Фейсалабад, Сіалкот і Шейхупура проживають значні християнські громади. У сільській місцевості Пенджабу багато християн належать до християнської громади далитів, зокрема до спільноти чухра чиї предки прийняли християнство з індуїзму в колоніальну епоху, щоб уникнути дискримінаційної кастової системи, в якій вони вважалися недоторканними. За даними Dawn, у порівнянні з більш заможними пакистанськими християнськими громадами англо-індійців і католиків Гоа, які на момент здобуття незалежності жили у великих містах, добре володіли англійською мовою та підтримували манери вищої британської культури, чухра відображали нижній соціально-економічний рівень Пакистану. Це були переважно робітники та селяни, які не були кваліфікованими, не мали землі, не були ні високоосвіченими, ні заможними, і жили в селах центрального Пенджабу. Незважаючи на те, що вони прийняли християнство, вони все ще стикалися з дискримінацією на певному рівні через свою касту, колір шкіри та економічний статус. Пітер С. Фан стверджує, що ці чухри становлять переважну більшість пакистанських християн. По всьому пакистанському Пенджабу продовжують існувати кілька сіл і поселень, у яких більшість є християни, наприклад Кларкабад і Мартінпур. Християни, які належать до верств пакистанського суспільства з нижчими доходами, стикаються з низкою соціальних та економічних проблем, таких як підневільна праця. Через своє зубожіння багато з них змушені виконувати чорну роботу, наприклад, прибиральницями та підмітальниками; лише в Пенджабі приблизно 80 % усіх санітарних працівників належать до християнської громади. В результаті урбанізації, міграції до великих міст, зумовленої працевлаштуванням, і ширших можливостей для отримання освіти, останнім часом все більше пенджабських християн змогли здобути вищу освіту та зайняти соціально респектабельні посади.
У столичній території Ісламабаду християнська громада проживає у великій кількості в колонії Френсіс, юридично визнаному житловому районі, розташованому в секторі F-7. Інші живуть у нетрях (katchi abadis), розташованих на державній землі, куди вони переїхали з Наровала, Шакаргарха, Шейхупури, Касура, Файсалабада, Сахівала та Сіалкота в Пенджабі. В Азад Кашмірі є близько 5000 пенджабських християн, які живуть у районах Бхімбер, Мірпур, Музаффарабад, Котлі, Пунч і Баг. Їхнє коріння лежить переважно в Равалпінді та Сіалкоті. Більшість із близько 50 000 християн у Хайбер-Пахтунхва розмовляють пенджабською мовою та мали предків, які оселилися в цій місцевості, але з часом через культурну асиміляцію поступово стали пуштунізованими. Найбільше християнське населення знаходиться в Пешаварі, а в Сваті є кілька сотень християн. З початку ХХ століття райони, що утворювали колишні племінні території вздовж афганського кордону, були домом для тисяч християн. За переписом 1998 року, у Південному Вазірістані було 1500 християн, у Північному Вазірістані — 2000, 500 у Баджаурі, у Моманді — 700 та в окрузі Хайбер — 1500, усі предки яких мігрували з Пенджабу. Вони переважно працюють медсестрами, викладачами, прибиральниками або канцелярськими прицівниками та працівницями.
У Сінді пенджабські християни осіли протягом кількох десятиліть; вони включають фермерів, землевласників, сільськогосподарських робітників та інших робітників, зайнятих роботою в сільській місцевості, з католицькими селами, що існують у Хайдарабаді, Навабшах, Сангарі та Мірпур-Хас. Мегаполіс Карачі є домом для найбільшого населення: понад 20 000 пенджабських християн живуть лише в районі Есса-Нагрі. У Белуджистані більшість з 80 000 до 100 000 християн провінції є пенджабцями.
У Гілгіт-Балтістані християни з Пенджабу присутні в усіх десяти округах і займаються прибиранням як у державному, так і в приватному секторах.

### Індія
В Індії більшість пенджабських християн належать до далитської громади чухра і належать до робітничого класу з нижчими доходами. До основних населених пунктів Пенджабу, де проживає трохи більше одного відсотка населення, входять райони Гурдаспур, Амрітсар, Фірозпур, Джаландхар і Лудхіана. Історично пенджабські християнські громади існували в Джамму, Делі, і в Чандігарху, де християни також відомі як ісаї і належать до різних сект. Пенджабські християни в Чандігарху часто носять прізвище Масіх. Так само в Хар'яні деякі християни, які оселилися там, є пенджабцями, і їх також зазвичай називають ісаї. І Чандігарх, і Хар'яна до 1966 року були частиною Пенджабу, коли їх було виділено як окрему союзну територію та штат.

## Діаспора
В результаті імміграції сьогодні існує велика християнська пенджабська діаспора. Є значні пенджабські християнські громади в Канаді (зокрема в Торонто), у Сполучених Штатах (зокрема у Філадельфії), на Близькому Сході, у Великій Британії, а також в інших частинах Європи та Австралії. У Великобританії пенджабці-християни зосереджені в таких містах, як Лондон, Бедфорд, Бірмінгем, Ковентрі, Оксфорд і Вулверхемптон. Одним із найвидатніших ранніх пенджабських християн у Великій Британії був Дуліп Сінґх, який вперше висадився в країні в 1854 році. Він був сикхським принцом, викраденим британцями в молодому віці та наверненим без його відома. Пізніше він залишив християнство і повернувся до вірувань своїх предків-сикхів.
Деякі з тих, хто прагнув переселитися на Захід, прибули до Таїланду, Шрі-Ланки та Малайзії як своїх перших місць призначення, де вони подали заявки до УВКБ ООН. Багато людей втекли через несприятливі умови для християн у Пакистані, що призвело до занепокоєння, що така випадкова діаспора призвела до нелегальної імміграції та секс-торгівлі в таких регіонах, як Китай. Серед інших мотивів еміграції християни залишили Пакистан з економічних причин, ширших можливостей отримати вищу освіту чи богословську освіту, бажання приєднатися до родичів, які вже оселилися за кордоном, і уникнути релігійної дискримінації/переслідування.

## Генетика
Дослідження, опубліковане в Nature, проаналізувало ДНК пенджабських християн, які проживають у місті Лахор, і виявило, що вони «генетично більше пов'язані з південноазійськими, зокрема індійськими популяціями, такими як Таміл, Карнатака, Керала і Андхра-Прадеш, ніж з рештою населення регіону».

## Список відомих осіб
- Акрам Масіх Гілл, пакистанський політик
- Амріт Каур, перший міністр охорони здоров'я Індії
- Анкур Нарула, індійський євангеліст і старший пастор і наглядач у Церкві Знамень і Чудес
- Ентоні Теодор Лобо, колишній служитель Римсько-католицької церкви Пакистану
- Бір Масіх Саунта, індійський політик і генеральний директор комітету конгресу штату Пенджаб-Прадеш (департамент меншин)
- Боббі Джиндал, американський політик
- Брат Бахт Сінґх, індійський євангеліст
- Богемія (Девід Роджер), перший панджабський репер
- Сесіл Чаудрі, пакистанський вчений, правозахисник і пілот-ветеран
- Едвард Нірмал Мангат Рай, головний секретар Східного Пенджабу з 1957 по 1962 рік і головний секретар Джамму і Кашміру з 1964 по 1966 рік; архітектор Чандігарха
- Гурміт Сінґх (наполовину пенджабі), сіганпурський актор-співак
- Харнам Сінґх, президент Всеіндійської конференції індійських християн
- Ікбал Масіх, пакистанський хлопчик, який став символом жорстокої дитячої праці
- Майкл Масіх, пакистанський футболіст
- Наїм Масіх, пакистанський параспортсмен
- Назір Латіф, колишній офіцер ВПС Пакистану
- Ніккі Гейлі (народилася як Німрата Рандхава), індійська американська амбасадорка, яка працювала губернаторкою Південної Кароліни та предстаницею Сполучених Штатів в ООН
- Калпана Картік, актриса Боллівуду та дружина Дев Ананда
- Нірмал Рой, пакистанський співак
- Джасвіндер Сангера, британський активіст
- Джуліан Пітер, колишній генерал-майор армії Пакистану
- Лоуренс Салданья, католицький єпископ
- Пітер Крісті, колишній офіцер ВПС Пакистану
- Раджа Махарадж Сінґх, перший індійський губернатор Бомбея
- Ракеш Масіх, індійський футболіст
- Садху Сундар Сингх, індійський християнський місіонер
- Самуїл Азарія, єпископ Пакистану
- Семюел Мартін Берк, пакистанський дипломат, письменник і професор
- Сардар Анжум, індійський поет
- Шаммі Джаландхарі, індійський поет і лірик
- Сатья Пракаш Сінґха (наполовину пенджабець), спікер асамблеї Пенджабу в колоніальній Індії; пакистанський політик
- Шазія Хідаят, пакистанська легкоатлетка
- Шае Ґілл, пакистанська співачка, відома за Pasoori, Coke Studio
- Шахбаз Бхатті, перший федеральний міністр у справах меншин і член Національної асамблеї Пакистану
- Шазія Масіх, пакистанська жертва тортур
- Сідра Садаф, пакистанська велосипедистка
- Суніта Маршалл, пакистанська модель і телеактриса

## Подальше читання
- Webster, John C. B. Punjabi Christians (PDF). University of California, Santa Barbara &Union Theological Seminary.